# Shaw Tower
A Shaw Tower Vancouver belvárosában a Cordova Streeten található, mely a Shaw Communications brit columbiai központja.
Az épület 149.02 méter magas, 41 emeletes. A Shaw Communications 2001-ben kapott engedélyt a torony megépítésére, építése 2004-ben fejeződött be. Vancouver harmadik legmagasabb épülete. Az alsó 16 emeleten irodák – melyből a Shaw társaság 12 emeletet foglal el – a fölső 24 emeleten lakások vannak.